# إميليو بوباديلا كاسيريس
إميليو بوباديلا كاسيريس (بالإسبانية: Emilio Bobadilla Cáceres)‏ هو موسيقي باراغواياني، ولد في 3 مارس 1907 في Pirayú ‏ في باراغواي، وتوفي في 21 مارس 1979 في أسونسيون في باراغواي.